# Kinloch Laggan
Kinloch Laggan (Schots-Gaelisch: Ceann Loch Lagain) is een dorp aan de oevers van Loch Laggan ongeveer 19 kilometer ten zuidwesten van Newtonmore in de Schotse lieutenancy Inverness in het raadsgebied Highland.